# Boris Kollár
Boris Kollár (* 14. srpna 1965, Bratislava) je slovenský podnikatel a politik, bývalý předseda Národní rady Slovenské republiky. Od roku 2015 je předsedou politického hnutí Sme rodina.

## Život
Boris Kollár pochází z chudé rodiny. Vychovávala ho matka. Jako dítě hrával tenis. Studoval na Gymnáziu Alexandra Markuše v Bratislavě ale přesto, že měl jen středoškolské vzdělání, stal se i předsedou správní rady Vysoké školy výtvarných umění v Bratislavě. V této funkci působil mezi lety 2010 a 2014. V letech 2010–2015 absolvoval vysokoškolské studium na Středoevropské vysoké škole v Skalici a v padesáti letech získal titul Mgr.
24. října 2020 měl v Bratislavě vážnou autonehodu. Byl převezen do nemocnice a druhý den bylo oznámeno, že si zlomil druhý krční obratel. Kromě něj byly při nehodě zraněny i další tři osoby, z nichž dvě byly odhaleny jako Kollárův řidič a jeho člen ochranky.
Kollár je svobodný a je otcem šestnácti dětí, a to celkem s jedenácti ženami.  Vedle jeho boku se pohybovaly například Petra Krištúfková, moderátorka Zuzana Belohorcová, moderátorka TV JOJ Stanka Pavolová, herečka Karin Haydu nebo česká herečka Kateřina Brožová. Jeho nejmladším potomkem je syn narozený v červenci 2023, kterého má se svojí současnou partnerkou Laurou Vizváryovou (28).

### Podnikání
Podnikat začal již před sametovou revolucí. Podle svých vlastních slov už tehdy měl 4 miliony korun. K velkým penězům přišel nejprve díky obchodu s počítači. Kollár uvedl, že: „V roce 1988 jsem dal inzerát s tím, že prodám počítač. Ozvalo se mi 10 státních firem.“ Po revoluci chtěl původně podnikat s prodejnami potravin. Koupil například hotel v Donovalech. Od roku 1990 své aktivity však náhodou obrátil především na provozování lyžařských hotelů a vleků. Koncem 90. let se podílel na rozběhu ružomberského lyžařského areálu. O tři roky později svůj podíl na něm ale prodal. Déle působil v lyžařském středisku v Štrbském Plesu, kterou později prodal společnosti Tatry mountain resorts. Tento obchod považuje za svůj nejlepší v životě. Poté, co vstoupil do politiky, své podnikatelské aktivity velmi utlumil. V současnosti patří k nejbohatším mužům na Slovensku.
V roce 1999 se stal vlastníkem rozhlasové stanice Fun rádio. V rozhlasové relaci o sexu „K-fun“ (Kefun) vysílané na Fun rádiu v letech 2004–2005 vystupoval jako odborný asistent Chlipnička. V roce 2016 se po vstupu do politiky rozhodl Fun rádio prodat. O rok později své rozhodnutí ale změnil.
Kollár měl v minulosti prokazatelně styky s bývalým bossem bratislavského podsvětí Peterem Steinhübelem a mafiánským prostředím obecně. Spolu se Steinhübelem údajně měl pašovat heroin. Na Kollárovy styky v dubnu 2016 veřejně upozornil podnikatel Marian Kočner. Kollár před Sametovou revolucí byl údajně rovněž vekslákem, což on sám ale popřel. „Dělal jsem biletára, prodával zmrzlinu, měl jsem za komunismu stánek s cukrovou vatou, prodával jsem lupínky před stadionem, vozil do ČSSR počítače, dělal jsem všechno možné, abych vydělal, ale vekslák jsem nikdy nebyl! Pokud bych byl, hrdě to budu uvádět, neboť to dnes dělá každá banka a nešpiníme ji za to,“ řekl Kollár. To, že se znal s mafiánem Peterem Steinhübelem, Kollár ale otevřeně přiznal. Uvedl, že se Steinhübelem se znal z dětství a vyrůstal s ním. Dále Kollár prohlásil: „Naše cesty se s Steinhübelem rozešly v roce 1992 a tehdy ještě nebyl žádným mafiánem, roku 1992 ještě mafie jako taková neexistovala.“

### Politika
Do politiky se pokusil vstoupit již v roce 2010 jako kandidát číslo 7 za stranu Únia – strana pre Slovensko. Tento politický subjekt, který vznikl těsně před volbami sloučením tří stran: Svobodné fórum, Občanští kandidáti a Liga – občansko liberální strana, ve volbách však získal jen 0,70 % hlasů. V roce 2015 se Kollár stal předsedou strany Náš kraj (dnes Pirátska strana – Slovensko), kterou se neúspěšně pokusil převzít a přejmenovat na Sme rodina. Posléze převzal a přejmenoval starší stranu Petera Marčeka Strana občanov Slovenska na SME RODINA – Boris Kollár, jehož se stal předsedou a se kterým úspěšně kandidoval v parlamentních volbách 2016. Jeho hnutí získalo 172 860, tedy 6,62 % platných hlasů, čímž dostalo 11 poslaneckých mandátů v nově zvolené Národní radě SR. Mandát v NR SR získal i sám Kollár. Ve volebním období 2016–2020 byl členem Zvláštního kontrolního výboru NR SR pro kontrolu činnosti SIS a předsedou Výboru NR SR pro veřejnou správu a regionální rozvoj. V květnu 2019 v Bratislavě hostil zasedání evropské strany Strana identity a demokracie (včetně francouzské političky Marine Le Penové), do níž Kollár zařadil i své hnutí.
Po volbách 2020 se stal předsedou Národní rady Slovenské republiky, a to i přesto, že usiloval o post ministra dopravy v nové vládě Igora Matoviče. Při sestavování vlády se totiž kvůli své minulosti stal terčem mediální kritiky. Jeho hnutí v nové vládě nakonec získalo tři křesla – ministrem práce, sociálních věcí a rodiny se stal Milan Krajniak, na post ministra dopravy, výstavby a regionálního rozvoje nastoupil Andrej Doležal a místopředsedou vlády pro legislativu a strategické plánování byl jmenován Štefan Holý, všichni tři z Kollárova hnutí Sme rodina.
Do jeho politického programu patří, že chce například udělit amnestii pro lidi v exekuci nebo zrušit doplatky na léky pro děti a důchodce. Rovněž požaduje masivní investování do státních nájemních bytů. Za hlavní prioritu ale považuje odstranění korupce ve státě a boj proti kriminalitě. Z hlediska ideologie je jeho hnutí však prakticky nezařaditelné.
Dne 23. června 2020 byl Boris Kollár obviněn, že jeho diplomová práce Zmena klímy a bioklimatický potenciál cestovného ruchu v oblasti Kysúc obsahuje několik stránek zkopírovaného textu. Kollár se k částečnému plagiátorství přiznal. Uvedl, že: V té době jsem měl hodně práce. Každý student si to nějakým způsobem zlehčuje. Zlehčil jsem si to i já. Přiznávám to, není to hezké, omlouvám se za to. Státní antiplagiátorský systém zhodnotil, že Kollárova práce má 24,45 % shodu s jinými zdroji. Český systém odevzdej.cz použitý Denníkem N však shodu vyhodnotil až na 52 %.
Kollára následně koaliční (strana ZA ĽUDÍ, ministr Ján Mičovský (OĽaNO) či poslanec Ondrej Dostál (SaS)) i opoziční (strana KDH, europoslanec Vladimír Bilčík (SPOLU)) politici vyzvali k vyvození odpovědnosti a v případě neschopnosti obhájení svého jednání k odstoupení z postu předsedy parlamentu. Kritizovalo ho také 7 rektorů slovenských univerzit ze sdružení V7 a předseda Slovenské akademie věd Pavol Šajgalík, kteří jeho jednání označili za parazitování na akademickém systému. Za Kollárovo odstoupení byla vytvořena rovněž petice slovenských studentů a absolventů vysokých škol. Kollára se naopak zastali jeho stranický kolega Milan Krajniak a premiér Igor Matovič. Na tiskové konferenci 26. června 2020 Kollár odmítl odstoupit z postu předsedy parlamentu. Zároveň ale oznámil, že aby zachoval vládní koalici, nebude nadále používat titul Mgr., který mu ale oficiálně zůstává.
V červnu 2023 čelil Kollár výzvám k rezignaci, když přiznal, že v roce 2012 uhodil svou tehdejší partnerku. Slovenský parlament v souvislosti s případem jednal o jeho odvolání.